# Bianwen

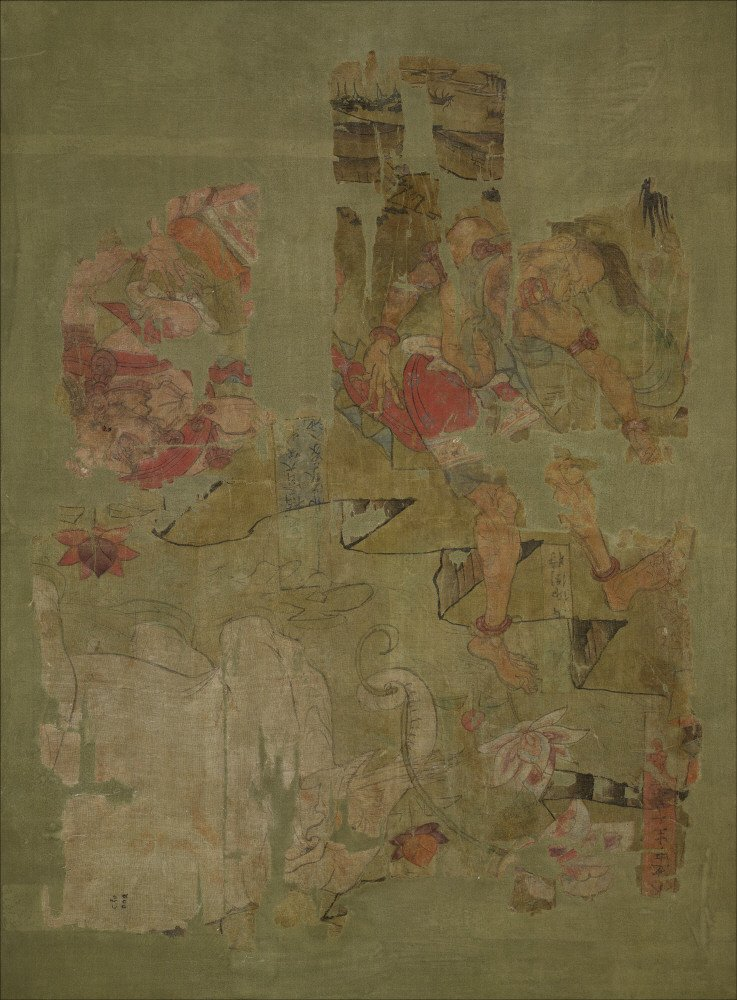
Le combat entre Sariputra et Raudraksa : en bas, l'éléphant blanc créé par Sariputra assèche le lac créé par Raudraksa ; en haut à droite, Raudraksa chute en arrière, définitivement défait. IXe siècle. British Museum.

Le bianwen (chinois 變文 / 变文, pinyin biànwén, Wade-Giles pien-wen) est un genre de la littérature populaire chinoise, existant sous la dynastie Tang, entre les viiie et xe siècles. Il se caractérise par une alternance de passages versifiés et de passages en prose. Certains bianwen avaient un contenu bouddhique, d'autres un contenu profane.
Des peintures servant d'illustration à l'histoire racontée par les bianwen étaient présentées au public devant lequel ils étaient récités et chantés.
Ils ont été redécouverts au xxe siècle parmi les manuscrits de Dunhuang.

## Origine
C'est le hasard d'une découverte archéologique qui a permis d'attester l'existence d'une littérature orale populaire sous la dynastie Tang. En effet, parmi les manuscrits de Dunhuang, découverts dans une des grottes du même nom (ou grottes de Mogao) au début du xxe siècle, une centaine de textes relèvent d'un genre appelé bianwen, écrit dans une langue classique vulgarisée. Faisant alterner vers et prose, ils sont parfois appelés en français « chantefables ».
Sous les Tang, au viiie siècle, les bouddhistes de l'école du Dhyāna (le chan chinois) notaient en langue vulgaire les propos des maîtres bouddhistes, contrairement à l'usage habituel des lettrés, qui était d'utiliser le chinois écrit. On a ensuite utilisé cette même langue vulgaire, dans les monastères, pour écrire des textes visant propager la religion auprès des fidèles.

## Présentation
Les bianwen sont d'inspiration indienne et ont d'abord été écrits en vue de populariser les canons du bouddhisme. On les récitaient dans les monastères bouddhiques. Les passages en vers, chantés, étaient sans doute accompagnés d'un instrument. Les vers étaient généralement des vers réguliers de sept syllabes. Les passages en prose sont en langue vernaculaire. Ils étaient récités et avaient un caractère descriptif, tandis que les passages en vers avaient pour fonction d'exprimer des sentiments. Les textes étaient récités et chantés à un auditoire auquel on présentait en même temps des rouleaux peints (bianxiang (zh)), d'où le sens probable du mot bianwen : « textes sur des scènes en images ». Le nombre de banxiang retrouvés dans les grottes de Mogao est nettement inférieur à celui des bianwen. C'est que, d'après Pai Hua-wen, ils n'étaient sans doute pas les seuls à servir de support illustré aux bianwen. En effet certaines peintures murales des grottes ont un caractère narratif, plusieurs scènes se succédant pour raconter une histoire, et sur certaines de ces peintures ont même été recopiés des passages de bianwen. Des bannières peintes pouvaient aussi servir d'illustration à ces bianwen.
Un autre sens possible est « textes adaptés », soit adaptés de la tradition bouddhique indienne, soit adaptés d'un genre bouddhique en un genre profane. Les bianwen ont en effet rapidement été adaptés à des sujets non bouddhiques, tirés de l'histoire ou des légendes chinoises.
Il est possible que le théâtre d'ombres, à la mode sous les Song, soit une adaptation des bianwen, les ombres ayant remplacé les images peintes. Les bianwen ont directement influencé un autre genre de la littérature orale populaire, le tanci, qui lui aussi alterne parties en prose et en vers.
Le mélange de prose et de vers est une caractéristique d'origine proprement indienne. Après les bianwen elle se retrouve dans toute la littérature en langue vulgaire de la Chine, théâtre et roman. Le nom même des chapitres des romans, hui, littéralement « fois », provient des contes qui pour les plus longs se narraient en tant de « fois », c'est-à-dire de séances.

## Bianwenbouddhiques
Le plus ancien des bianwen bouddhiques se rapporte à la légende de Sariputra, disciple de Çakyamuni, et à son combat magique contre un magicien représentant la religion locale, à l'occasion de la fondation du monastère de Jetavana (en). Au recto du manuscrit Pelliot 4524, datant des environs de 750, la partie conservée présente cinq scènes séparées par un arbre. De la gauche vers la droite (mais la présentation du rouleau au public devait se faire de la droite vers la gauche, la première scène à gauche étant la scène finale) : deux démons créés par le magicien sont soumis par un roi gardien céleste appelé par Sariputra ; un dragon créé par le magicien est défait par un oiseau garuda créé par Sariputra ; un lac créé par le magicien est asséché par un éléphant blanc créé par Sariputra ; un buffle créé par le magicien est vaincu par un lion créé par Sariputra ; une montagne créée par le magicien est détruite par un vajra créé par Sariputra,. Au verso figurent seules les parties versifiées du bianwen, en vers de sept syllabes, correspondant aux scènes représentées par le bianxiang (rouleau peint) du recto.
L'une des histoires bouddhiques les plus populaires est celle de Mulian. Elle existe sous forme de bianwen, de Précieux Rouleau ou de pièce de théâtre. L'histoire de Mulian figure dans trois bianwen, la version la plus élaborée étant une copie datée de 921. L'histoire doit notamment son succès au fait qu'elle est conforme à la morale chinoise de la piété filiale. D'autres bianwen sont consacrés principalement à la vie et aux miracles du Bouddha. L'un d'eux se rapporte à l'histoire proprement chinoise du moine Huiyuan.
Les bianwen bouddhiques ont été repris sous les Song par des conteurs spécialisés dans des récits bouddhiques, eux-mêmes repris sous les Yuan et les Ming dans le genre des baojuan ou « Précieux Rouleaux ».

Rouleau illustré représentant le combat magique entre Śariputra et Raudrakṣa. Cinq scènes du combat magique sont séparées les unes des autres par un arbre. 27,5 x 571,3 cm. Manuscrit Pelliot chinois 4524, datant des environs de 750, Bibliothèque nationale de France.

## Bianwenlaïcs

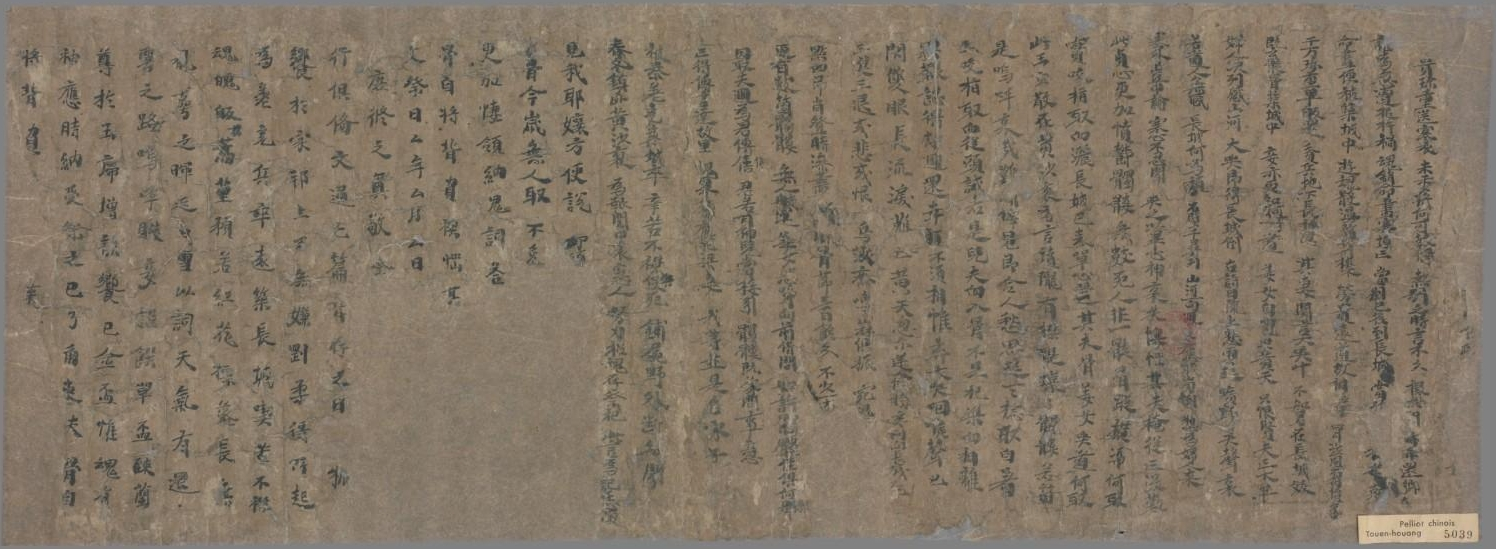
Bianwen sur Meng Jiangnü. Manuscrit Pelliot chinois 5039,, Bibliothèque nationale de France.

Les bianwen laïcs à sujets historiques se rapportaient par exemple à l'empereur Shun, à Wu Zixu (histoire reprise ensuite au théâtre et dans le roman historique Histoire des Zhou orientaux), à Zhang Yichao (en), dont l'histoire concerne directement Dunhuang, au général Wang Ling (zh), au début de la dynastie des Han. Le bianwen sur Ji Bu, contemporain de Wang Ling, entièrement en vers, peut être considéré comme l'une des rares épopées chinoises.
Le bianwen relatant l'histoire de Shun le montre confronté à sa belle-mère, une marâtre et a une tonalité comique. Bien que non bouddhique, l'histoire fait intervenir Indra, divinité hindouiste adoptée par le bouddhisme, et pourrait avoir été écrite par un moine bouddhiste.

## Manuscrits
La plupart des bianwen sont actuellement conservés au British Museum, à la Bibliothèque nationale de France et à la Bibliothèque nationale de Chine.
Bibliothèque nationale de France :
- Pelliot chinois 2962, bianwen sur Zhang Yichao[17]
- Pelliot chinois 4524, Rouleau illustré du combat magique entre Śariputra et Raudrakṣa
- Pelliot chinois 5039, Meng Jiang nü bian wen (bianwen sur Meng Jiangnü)

## Édition
- Wang Zhongmin (dir.), Dun huang bian wen ji 敦煌變文集, 2 vol., 人民文學出版社, Pékin, 1957

## Traduction
- Jacques Pimpaneau, Anthologie de la littérature chinoise classique, Arles, Éditions Philippe Picquier, 2004 (« Les bianwen », p. 519-531)